# Nash Metropolitan
Nash Metropolitan – samochód osobowy klasy miejskiej sprzedawany przez amerykańskie zakłady Nash Motors, a następnie koncern American Motors w latach 1953–1961. Produkowany był w ramach współpracy amerykańsko-brytyjskiej przez zakłady Austin w Wielkiej Brytanii.

## Historia i opis modelu

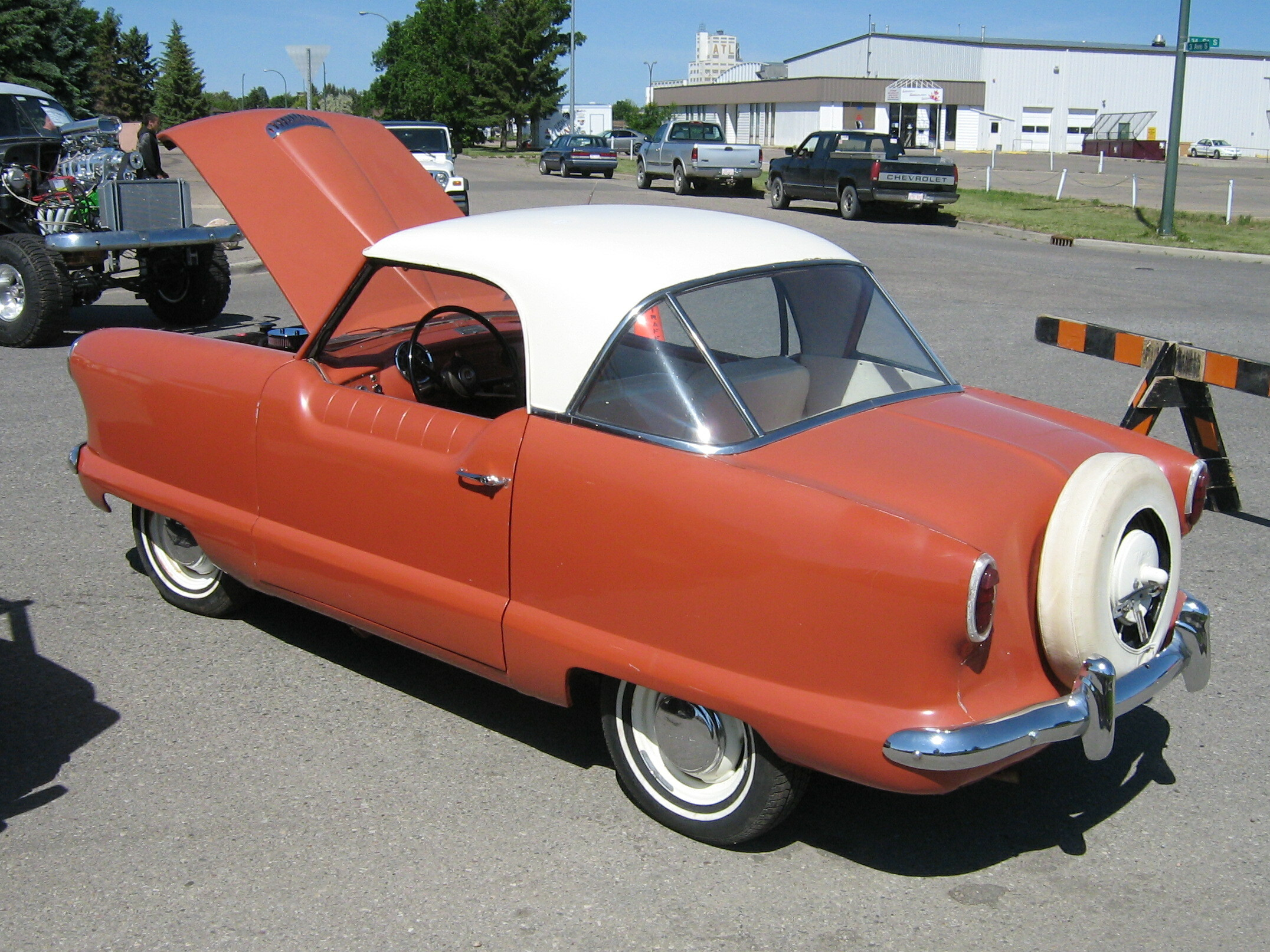
Nash Metropolitan z 1954 - tył

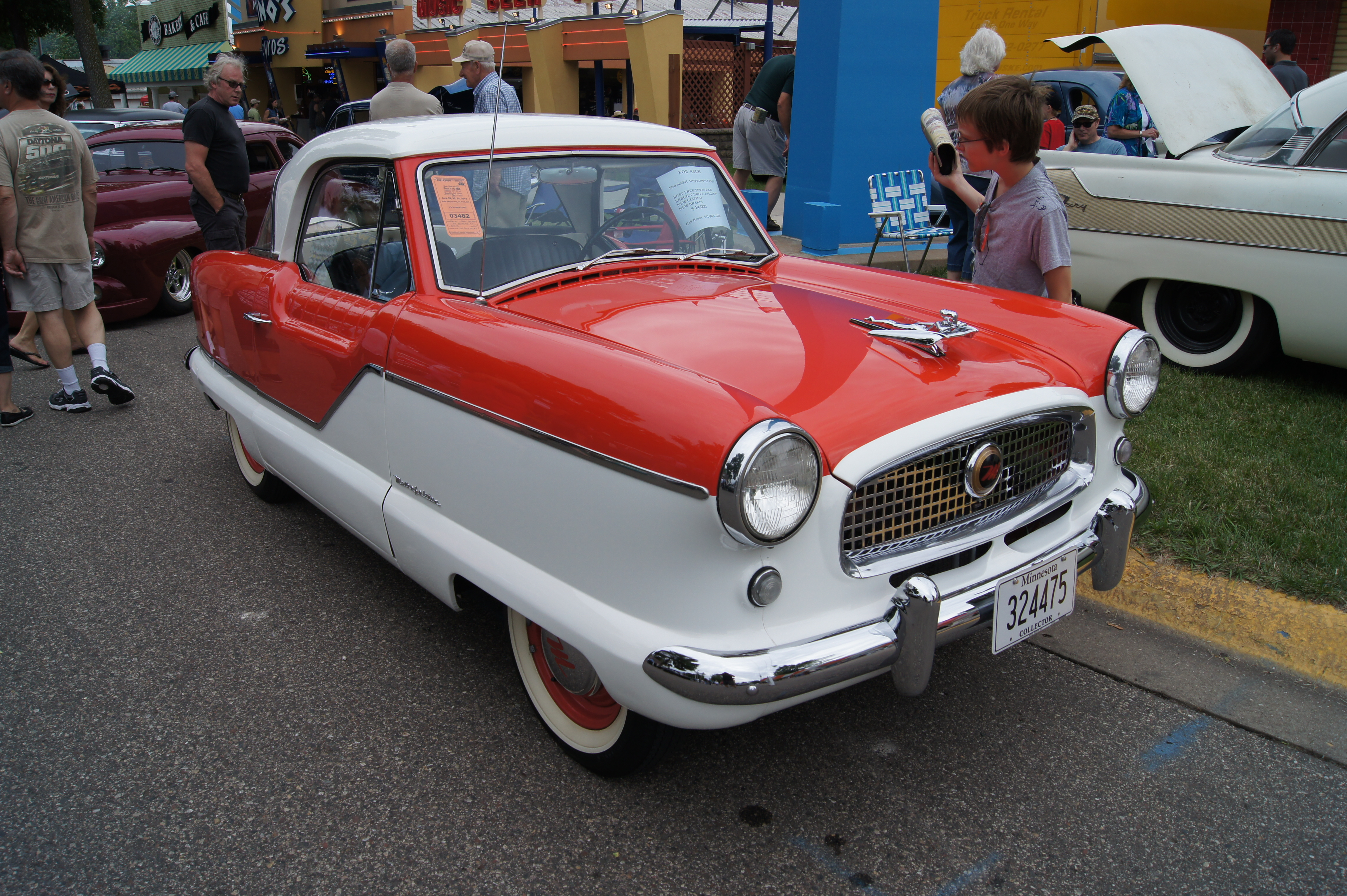
Nash Metropolitan z 1960

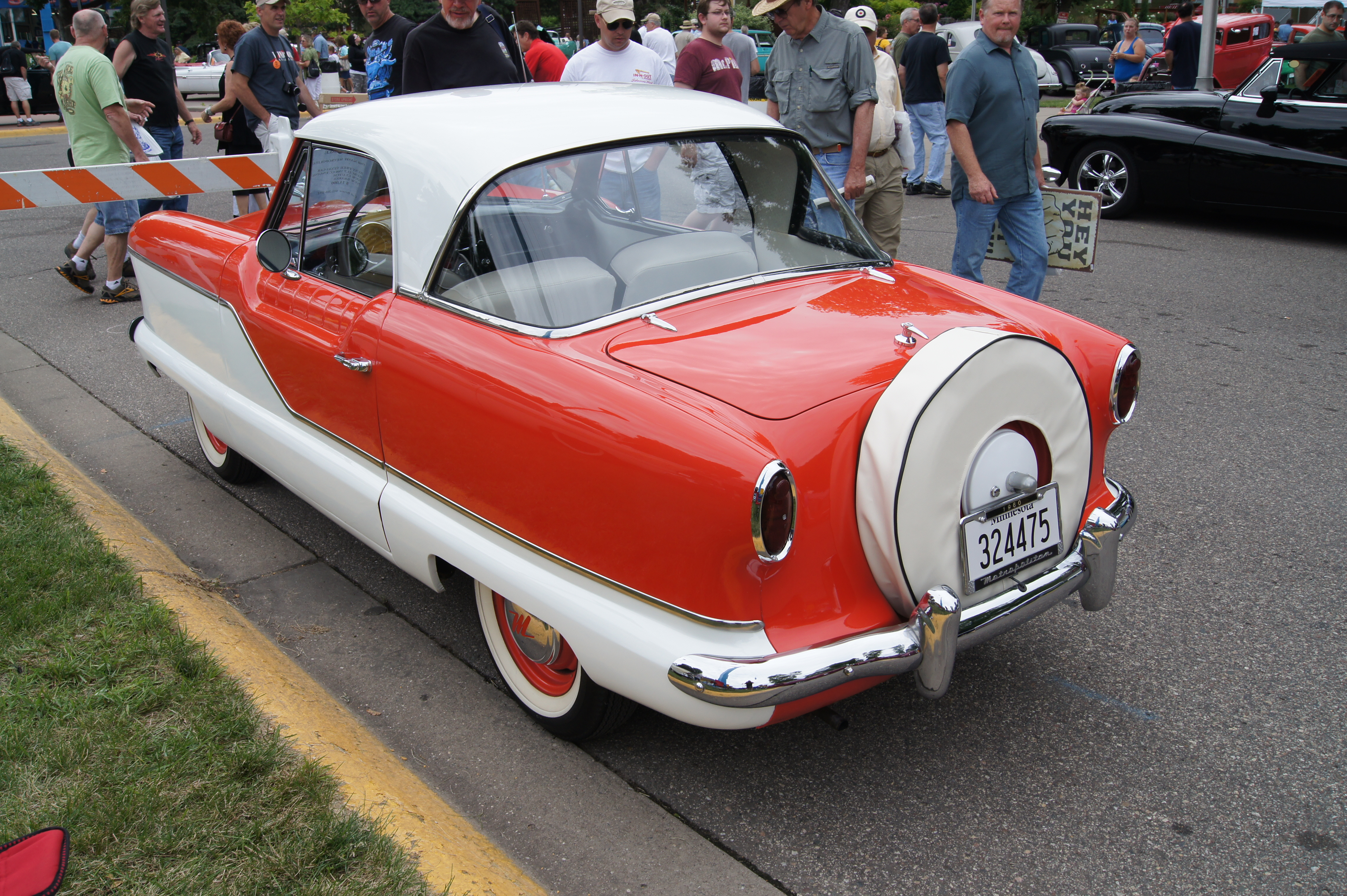
Nash Metropolitan z 1960 - tył

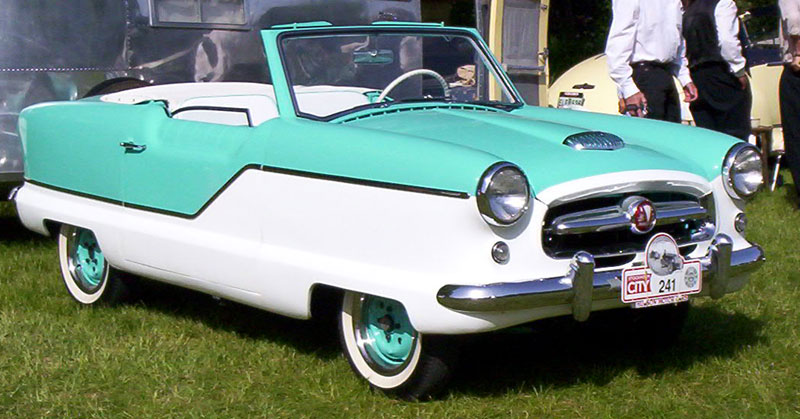
Hudson Metropolitan z 1957 kabriolet

Samochód stanowił pierwszą próbę wprowadzenia na rynek USA przez amerykańskiego producenta małego samochodu miejskiego, korzystając z doświadczeń i pomocy europejskich firm. Został skonstruowany przez Nash Motors, przy czym nadwozie zostało zaprojektowane w studiu Pininfarina. Wytwarzany był w angielskim Birmingham przez BMC (Austin) dla Nash Motors, który w toku 1954 roku wszedł w skład koncernu American Motors (AMC). Również małolitrażowy jak na warunki amerykańskie silnik był brytyjski. Wprowadzony został na rynek amerykański w marcu 1954 roku i sprzedawany był do 1962 roku, z niewielkimi zmianami. Sprzedawany był pod marką Nash, a od 1955 roku także jako Hudson, następnie we wspólnej sieci dealerskiej AMC/Rambler, lecz pod samodzielną nazwą modelu Metropolitan. Stanowił jeden z pierwszych przykładów „pojmanego importu” (ang. captive import) – sprzedaży samochodów zagranicznych pod amerykańskimi markami. Ograniczona liczba była także sprzedawana przez producenta pod marką Austin.
Dostępny jako 2-drzwiowe hardtop coupé i 2-drzwiowy kabriolet. Samochód miał siedzenia w układzie 2+2 – na ławeczce z tyłu mieściło się dwoje dzieci, przy tym na przedniej kanapie szerokości 126 cm mogły siedzieć w ciasnocie trzy osoby. Stylistyka samochodu była typowa dla modeli Nash, łącznie z częściowo zakrytymi kołami, nieco ograniczającymi promień skrętu. Nadwozie było samonośne. Bagażnik był dostępny od wewnątrz, za odchylanym oparciem siedzenia. Dopiero od 1960 roku bagażnik był otwierany od zewnątrz, także wtedy dodano uchylane szybki wentylacyjne na oknach przednich. Z uwagi na brak zewnętrznego dostępu do bagażnika, samochód miał zapasowe koło w stylu Continental na zewnątrz. Do napędu używano silników R4 OHV o pojemności 1,2 litra, a później 1,5 litra. Moc przenoszona była na oś tylną poprzez 3-biegową manualną skrzynię biegów. Silnik stanowił zmodyfikowaną brytyjską jednostkę Austin A40, później zastąpioną przez A55.
W pierwszym roku produkcji cena bazowa wynosiła 1445 dolarów za coupe i 1469 dolarów za kabriolet. Był jednym z najtańszych samochodów na rynku amerykańskim. W samym 1954 roku sprowadzono ich do USA 11 tysięcy egzemplarzy. W 1960 roku kosztował 1672 dolary. W opinii użytkowników był ceniony za znacznie lepszą ekonomię jazdy od typowych amerykańskich samochodów, zwrotność i łatwość w parkowaniu, a przy tym zapewniał dużo miejsca z przodu nawet dla wyższych osób

### Dane techniczne (1.2)
- R4 1,2 l (1199 cm³, 73,17 in³), 2 zawory na cylinder, OHV[2]
- Układ zasilania: gaźnik
- Średnica cylindra × skok tłoka: 65,50 mm × 89,00 mm
- Stopień sprężania: 7,2:1
- Moc maksymalna: 43 KM (31 kW, 42 BHP) przy 4500 obr./min[2]
- Instalacja elektryczna: 12 V[5]
- Przekładnia główna: 4,625:1[2]
- Rozmiar opon: 5,2 × 13[1]
- Zużycie paliwa (średnie testowe): 9,8 l/100 km (galon / 24,02 mile)[6]
- Prędkość maksymalna: ok. 119 km/h[5]
- Przyspieszenie 0-97 km/h (60 mph): 22,2 s (testowe)[5]
- Czas przejazdu ¼ mili: 24,1 s[5]
- Średnica zawracania: 12,2 m[1]

### Dane techniczne (1.5)
- R4 1,5 l (1489 cm³), 2 zawory na cylinder, OHV
- Układ zasilania: gaźnik
- Średnica cylindra × skok tłoka: 73,00 mm × 88,90 mm
- Stopień sprężania: 8,3:1
- Moc maksymalna: 52 KM (38 kW) przy 4250 obr./min
- Maksymalny moment obrotowy: 110 N•m przy 2000 obr./min